# Chính sách Một Trung Quốc
Chính sách Một Trung Quốc (chữ Hán phồn thể: 一個中國) là một nguyên tắc trong đó chỉ có một Trung Quốc và Trung Quốc đại lục, Hồng Kông, Ma Cao và Đài Loan tất cả đều thuộc lãnh thổ Trung Quốc. Việc chấp nhận hay từ chối nguyên tắc này là một nhân tố quan trọng trong việc thiết lập quan hệ ngoại giao với nước Cộng hòa Nhân dân Trung Hoa, nước kiểm soát Trung Quốc đại lục, Tây Tạng, Hồng Kông và Ma Cao và Trung Hoa Dân Quốc. Nhiều quốc gia theo một chính sách của Trung Quốc, nhưng ý nghĩa không hoàn toàn giống nhau. Cộng hòa Nhân dân Trung Hoa độc quyền sử dụng thuật ngữ "Nguyên tắc một Trung Quốc" trong thông tin liên lạc chính thức.
Chính sách Một Trung Quốc được thực hiện khá cứng rắn, trong đó Trung Quốc đồng nghĩa với Cộng hoà Nhân dân Trung Hoa. Nguyên tắc này yêu cầu tất cả các quốc gia muốn thiết lập quan hệ ngoại giao với Cộng hoà Nhân dân Trung Hoa phải công nhận chính sách này và không được duy trì quan hệ với Trung Hoa Dân Quốc. Việc công nhận chỉ có một Trung Quốc (mặc dù không nhất thiết phải đồng nhất "Trung Quốc" đồng nghĩa với Cộng hoà Nhân dân Trung Hoa) cũng là một điều kiện tiên quyết mà Cộng hoà Nhân dân Trung Hoa đặt ra trong khi đàm phán với chính quyền Trung Hoa Dân Quốc.
Chính sách Một Trung Quốc cũng là một chính sách hiện tại của Trung Hoa Dân Quốc và Trung Hoa Dân Quốc tiếp tục duy trì phiên bản nguyên tắc "Một Trung Quốc" của mình về mặt hiến pháp với việc tuyên bố chủ quyền với cả phần Trung Quốc đại lục. Dù tuyên bố này không còn được theo đuổi một cách tích cực, nó được tái khẳng định vào ngày 8 tháng 10 năm 2008. Về mặt ngoại giao, tất cả các nước có quan hệ chính thức với Trung Hoa Dân Quốc thừa nhận Trung Hoa Dân Quốc là chính phủ hợp pháp duy nhất của Trung Quốc. Tuy nhiên về mặt chính trị, vị thế của Trung Hoa Dân Quốc với chính sách này bị chia rẽ. Các Đảng thuộc Liên minh Phàm-Lam đồng tình với Chính sách Một Trung Quốc, nhưng theo cách hiểu của họ, họ không đồng nhất Trung Quốc với Cộng hoà nhân dân Trung Hoa. Tổng thống Trung Hoa Dân Quốc Mã Anh Cửu vào năm 2006 khi còn là chủ tịch Quốc dân Đảng rằng đã phát biểu "Một Trung Quốc là Trung Hoa Dân Quốc". Các Đảng trong Liên minh Phàm-Lục không đồng ý với chính sách này và nói rằng Đài Loan là một quốc gia tách biệt với Trung Quốc.